# Eltodo

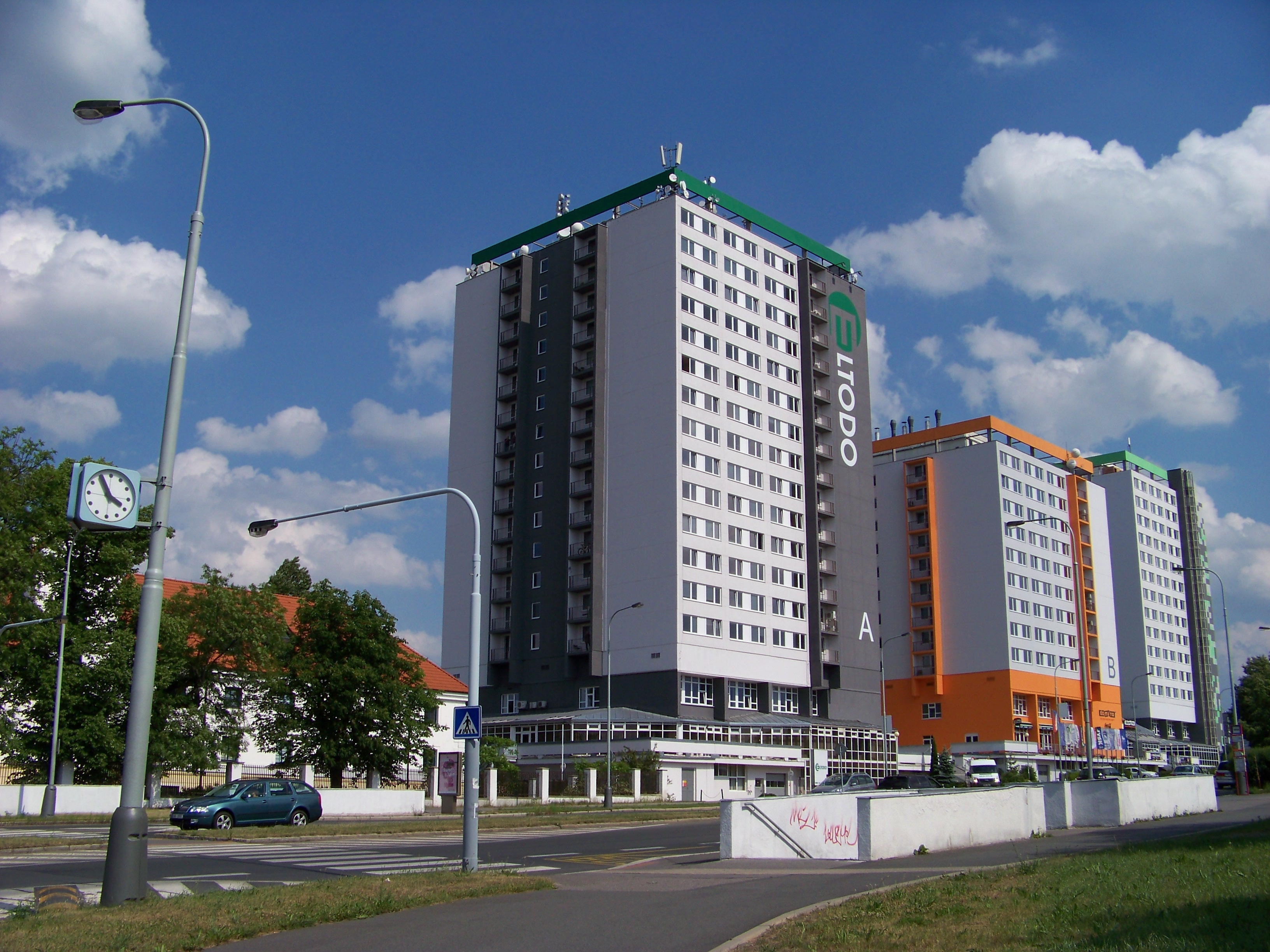
Administrativní budova Eltoda v Praze na Nových Dvorech

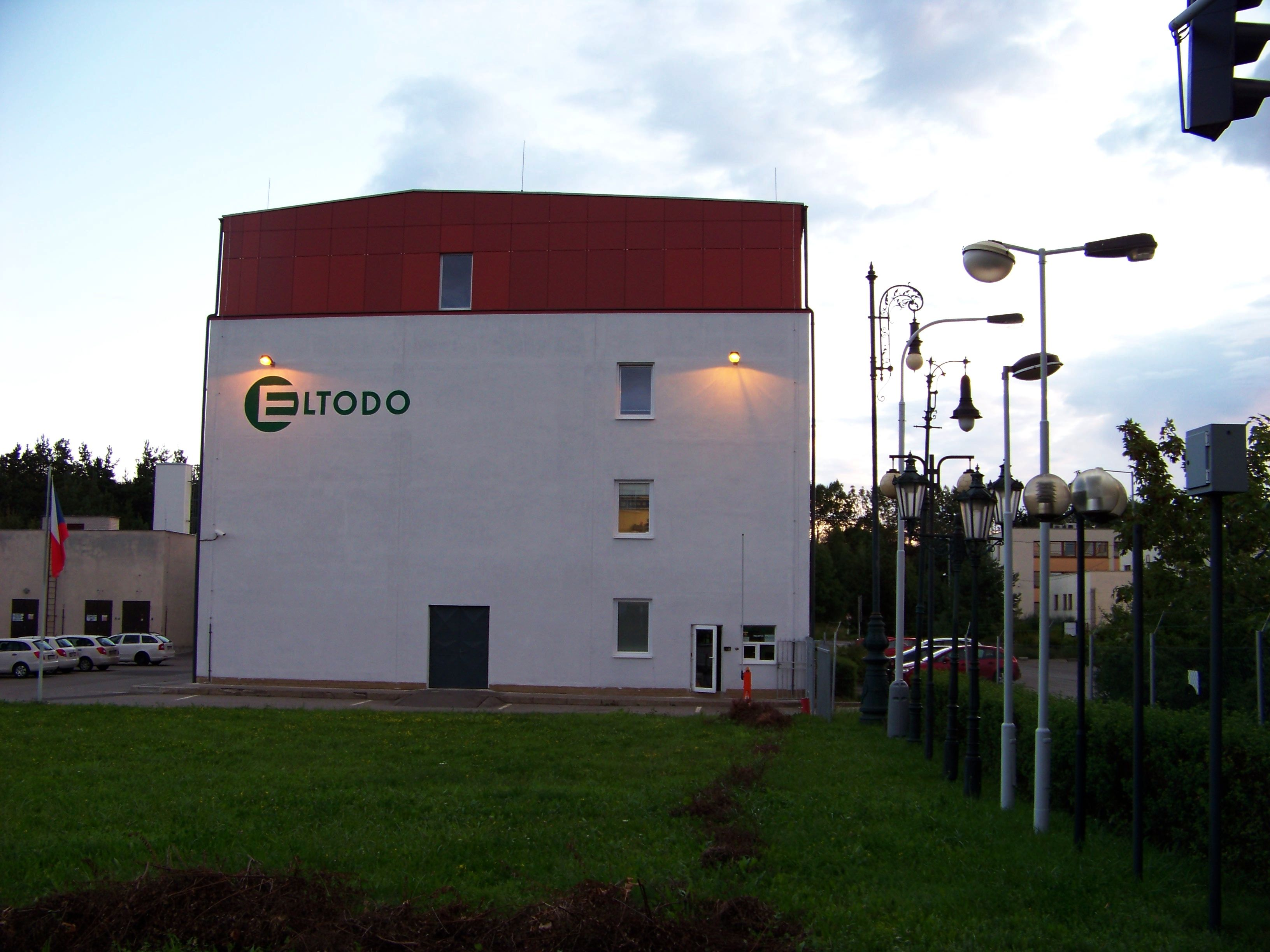
Provozní areál Eltoda na Roztylech (dříve Elektrosignál)

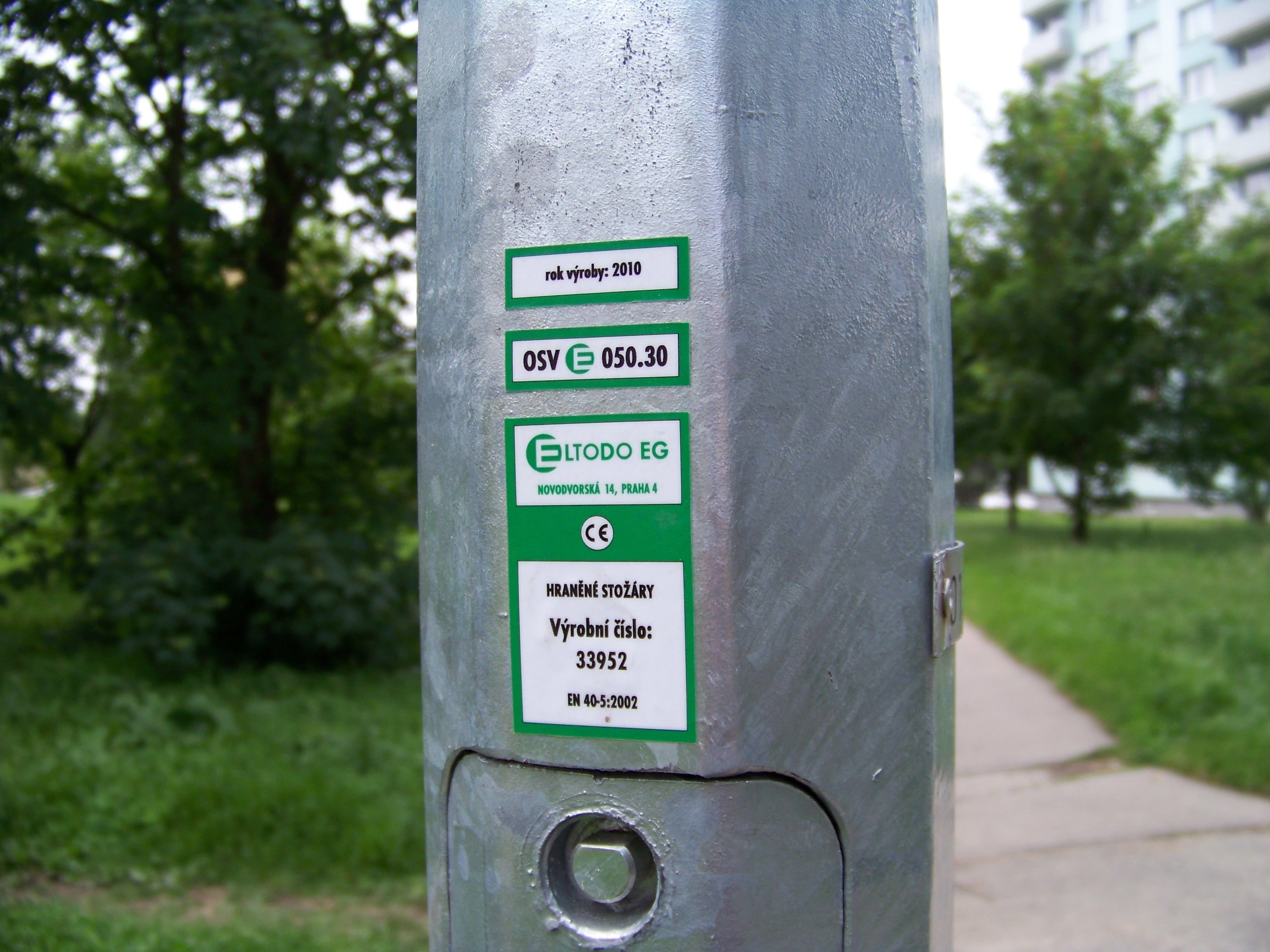
Výrobní štítek na stožáru osvětlení z produkce skupiny Eltodo

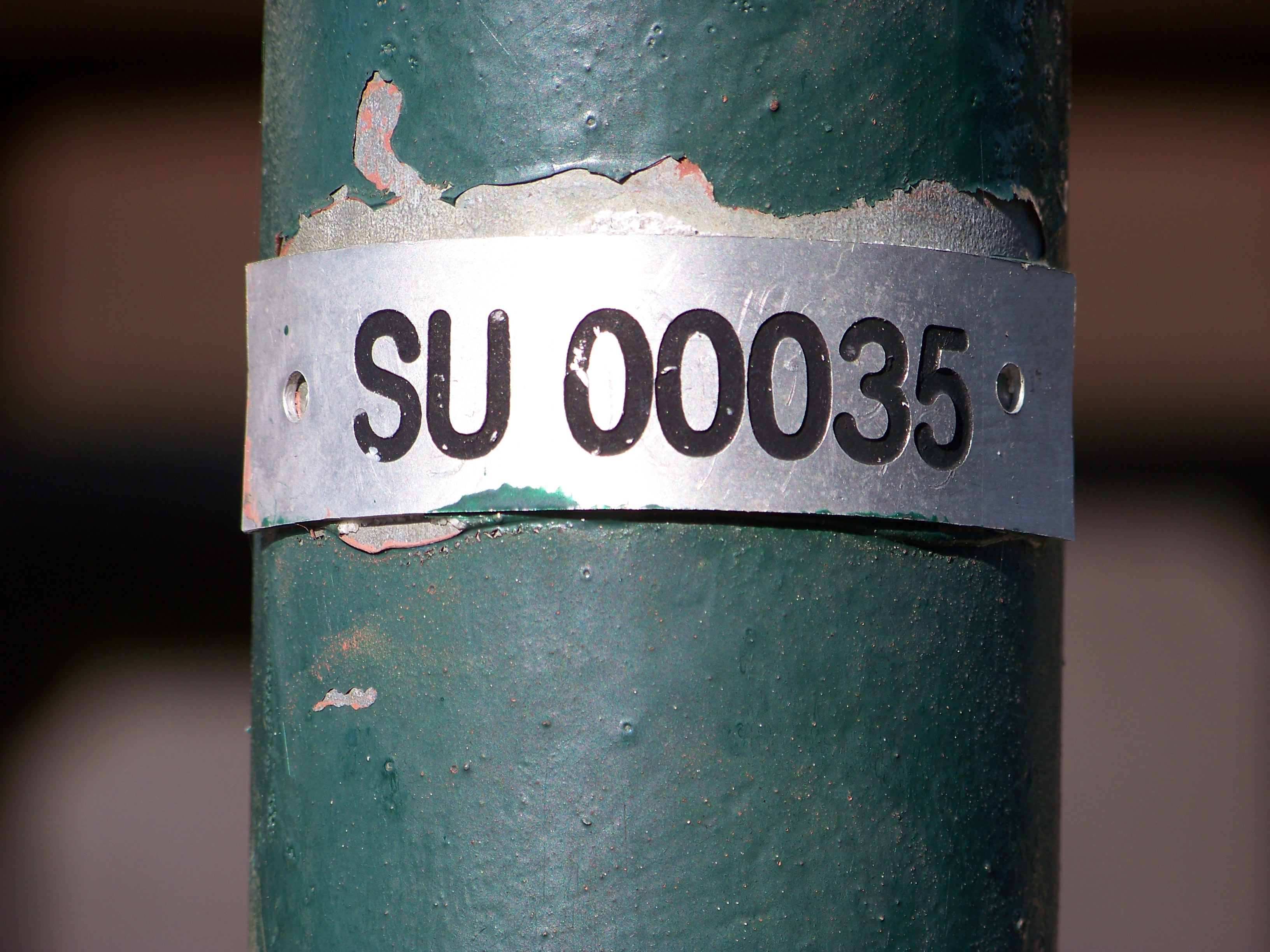
Typický identifikační štítek lamp ve správě skupiny Eltodo, zde v Sezimově Ústí

ELTODO je česká koncernová skupina působící v oborech energetiky, dopravy, telekomunikace, veřejného osvětlení a informačních a komunikačních systémů. Působí zejména v České republice, kde patří zejména na poli veřejného osvětlení a v technologiích řízení silniční dopravy mezi nejvýznamnější subjekty, ale prostřednictvím dceřiných společností též například na Slovensku a v Bulharsku.

## Počátky firmy (1991-2001)
V roce 1991 byla založena společnost ELTODO, spol. s.r.o. Postupem času se akvizicemi rozrůstala, takže deklaruje návaznost na skoupené společnosti Elektropodnik a. s., Energovod a. s., Vegacom a.s., Elektrosignál s.r.o., MIS-Elektrotechnika s.r.o., KATES s. r.o., Enest s. r.o. a ELEXA s. r. o. a další.
V roce 1991 firma provedla automatizaci elektrického vytápění na státním zámku v Kolodějích, o rok později získala zakázku na dodávku kontrolního a řídicího systému a tunelových technologií pro Strahovský tunel od Výstavby inženýrských staveb. V květnu 1993 rozhodnutím pražské městské rady bylo Eltodo s.r.o. schváleno jako jeden ze dvou dodavatelů pro řadiče světelných signalizačních zařízení v Praze.
1. května 1994 v rámci první velké privatizace skupina koupila majetek rušené společnosti Elektropodnik Praha s. p. a transformovala jej ve společnost Elektropodnik a.s. 2. května 1994 Eltodo s.r.o. založilo dceřinou společnost ELTODO CENTRUM a.s., 1. března 1996 pak byly všechny tři tyto společnosti sloučeny do ELTODO a.s.

## Koncern ELTODO
31. prosince 2001 fúzí společností ELTODO, a.s. a ENERGOVOD, a.s. vznikla společnost ELTODO EG, a.s. V roce 2001 také vznikl Centrální dispečink ELTODO EG, a.s., který v nepřetržitém provozu sbírá, zpracovává a předává informace a řídí, monitoruje a koordinuje veškeré práce v terénu po celé České republice.
V roce 2006 ELTODO získalo zakázku na kompletní zajištění projektových a inženýrských činností souvisejících s výstavbou systému elektronického mýtného a napojení mýtných bran na inženýrské sítě.

### Spor s městem Liberec
1. července 2006 získalo zakázku na zajištění správy, údržby a modernizace veřejného osvětlení a dopravní světelné signalizace ve městě Liberec na dalších 15 let, součástí zakázky byla také výstavba dalších dopravních řešení, včetně navigace k parkovacím místům a vybudování dopravní centrály. Vedení města později smlouvu předčasně vypovědělo, protože ELTODO údajně porušovalo její podmínky a protože pro něj údajně měla být nevýhodná. Vedení města si dále stěžovalo na novou ústřednu dodanou firmou ELTODO, která podle nich měla umět automaticky přepínat semafory podle hustoty dopravy a vyhodnocovat sesbíraná data, což se nedělo. ELTODO vypovězení smlouvy neuznávalo, nadále město fakturovalo a spravovalo jeho osvětlení a světelné signalizace.
11. května 2007 byl uveden do provozu systém preference MHD a inteligentních zastávek v Olomouci.
11. září 2008 bylo v Ostravě slavnostně otevřeno Národní dopravní informační a řídící centrum (NDIC), Eltodo se podílelo na dodávkách technologické části.
Nejvyššího počtu zaměstnanců (1822) dosáhla skupina ELTODO EG v roce 2008. V roce 2010 pracovalo 35 % zaměstnanců skupiny Eltodo v technice a projekci a 33 % v montážích a ve výrobě. V roce 2008 dosáhla společnost i rekordního obratu 4,7 miliardy Kč.
Podle smlouvy ze září 2009 se ELTODO EG stalo exkluzivním dodavatelem technologií železničních signalizačních zařízení německé firmy Scheidt & Bachmann pro český trh.

### Spor o dávání botiček v Teplicích
Od ledna 2013 mělo ELTODO od města Teplic pronajaté parkovací plochy. Firma ELTODO lidem, kteří neměli zaplacené parkovné, dávala na auto botičku. Krom zaplacení parkovného pak po neplatičích ještě vymáhala poplatek 500 korun za sundání botičky. Oddělení dopravně správních agend Krajského úřadu toto považovalo za překročení pravomocí, protože botičky údajně smějí dávat pouze policisté, strážníci a příslušníci ozbrojených sil. Tepličtí radní proto chtěli s ELTODO vyjednat nový parkovací řád, ELTODO jednat odmítlo a vedení města firmě vypovědělo smlouvu. Soud v roce 2015 rozhodl, že nasazování botiček firmou je v pořádku. Vedení Teplic proto výpověď smlouvy vzalo nazpět a ELTODO souhlasilo, že si za sundavání botiček nebude účtovat poplatek.
V květnu 2015 ELTODO vyhrálo výběrové řízení na zřízení dalších parkovacích zón v Praze a jejich servis po dobu 5 let.

## Převzetí společnosti Liborem Sadílkem
V roce 2012 došlo ke změně akcionářské struktury, 50 % akcií ELTODO EG, a.s. zakoupil RNDr. Libor Sadílek. V roce 2016 se pak RNDr. Libor Sadílek stal jediným vlastníkem koncernu ELTODO odkoupením zbylých akcí od zakladatele a majitele firmy Ing. Libora Hájka. Předsedkyní představenstva ELTODO se poté stala Sadílkova partnerka, rumunská manažerka Mona Sandescu. Libor Hájek po odprodeji firmy Sadílka obvinil, že mu stále dluží cca 200 milionů korun. Spor mezi oběma byl poté řešen soudní cestou.
V roce 2016 Eltodo vyhrálo v soutěži o dodávku 520 kusů jízdenkových automatů pro Dopravní podnik hl. m. Prahy a.s.
Na jaře 2021 Obvodní soud pro Prahu 4 zakázal firmě ELTODO nakládat s vlastními nemovitostmi v katastru obce Lhotka a předsedkyně představenstva firmy Hariclia Mona Sandescu byla obžalovaná z podílu na úvěrovém podvodu při krachu Metropolitního spořitelního družstva. Měla údajně zajistit znalecký posudek, který z družstva pomohl vyvést 130 milionů korun.
V březnu 2022 vybrala Technická správa komunikací hlavního města Prahy ve výběrovém řízení nového dodavatele služby komplexního monitoringu komunikací na území Prahy. ELTODO, který bylo dosavadním dodavatelem, o zakázku přišlo, ve výběrovém řízení vyhrála firma Iterait, a.s.

## Firmy v koncernu ELTODO

### ELTODO-CITELUM
10. října 1997 bylo koncernem ELTODO podepsáno memorandum o spolupráci s francouzskou skupinou CITÉLUM SA a vytvořen společný podnik ELTODO-CITELUM a.s. ELTODO-CITELUM tak bylo vlastněno koncernem ELTODO a společností CITELUM, a. s. Společnost CITELUM a. s. byla podle zprávy Úřadu pro ochranu hospodářské soutěže spoluvlastněna z 52 % francouzskou skupinou CITÉLUM SA a ze 48 % českou skupinou ČEZ, která jej získala začleněním Východočeské energetiky.

#### Zakázka na správu pražského veřejného osvětlení na 15 let
20. listopadu 1998 dostal podnik ELTODO-CITELUM na 15 let do správy veřejné a slavnostní osvětlení v Praze. Tehdejším primátorem Prahy byl RNDr. Jan Koukal, který se rok poté stal ředitelem nově vzniklé dceřiné společnosti ELTODO dopravní systémy. Tato zakázka byla pak firmě ELTODO-CITELUM prodlužována až do konce roku 2016. Město Praha pak správu osvětlení svěřilo bez výběrového řízení své vlastní společnosti. Mezi ELTODO a městem Prahou pak proběhla řada sporů. 
K 9. červenci 2007 byla do společnosti ELTODO-CITELUM začleněna společnost ELSYMO, s.r.o. 
Po definitivní ztrátě zakázky na správu veřejného osvětlení v Praze francouzská skupina CITÉLUM SA začátkem roku 2017 svůj podíl prodala skupině Eltodo.

#### ELTODO OSVETLENIE
1. srpna 2007 společnost ELTODO-CITELUM odkoupila obchodní podíl ve společnosti Elektrovod OSVETLENIE, s.r.o. od společnosti Elektrovod Holding, a.s. firmu přejmenovala na ELTODO OSVETLENIE, s.r.o. 16. dubna 2010 společnost ELTODO OSVETLENIE s.r.o. koupila společnost RAMEZ – M, s.r.o. ve Zvolenu. 
V říjnu 2014 vyhrálo ELTODO OSVETLENIE výběrové řízení na správu veřejného osvětlení v Praze. Zakázka byla tentokrát vypsána na 10 let. Tuto zakázku předtím držela od roku 1998 mateřská společnost ELTODO OSVETLENIE ELTODO-CITELUM. Do rok a půl trvajícího výběrového řízení opakovaně zasahoval antimonopolní úřad. ELTODO OSVETLENIE bylo nejprve z tendru vyloučeno kvůli údajnému nesplnění podmínek výběrového řízení, později bylo z nařízení Úřadu pro ochranu hospodářské soutěže do výběrového řízení opět začleněno a nakonec v něm zvítězilo.
V roce 2015 měla firma Eltodo-Citelum podle výroční zprávy smlouvy na provozování veřejného osvětlení v 344 městech a obcích v České republice.

### ELTODO Louny (1998-2007)
2. října 1998 vznikla společnost ELTODO Louny a.s. pro realizaci PPP projektu přenesené správy veřejného osvětlení v Lounech a přilehlých obcích. K 9. červenci 2007 společnost ELTODO Louny zanikla fúzí s jinou dceřinou společností - ELTODO-CITELUM, s.r.o. 

### ELTODO Power (1998-2007)
22. prosince 1998 vznikla vyčleněním výrobního úseku společnost ELTODO Power, s.r.o. K 9. červenci 2007 společnost ELTODO Power opět zanikla fúzí s mateřskou společností ELTODO EG, a.s.

### ENEST (1999-2007)
21. ledna 1999 byla společnost ENERGAMONT Hradec Králové, spol. s r.o. zakoupena koncernem ELTODO a přejmenována na společnost ENEST, s.r.o. Společnost se zabývala zejména výrobou hraněných stožárů pro veřejné osvětlení a energetiku. K 9. červenci 2007 společnost ENEST zanikla fúzí s mateřskou společností ELTODO EG, a.s.

### ELTODO dopravní systémy
19. dubna 1999 založilo Eltodo se společností Siemens, s.r.o. společný podnik ELTODO dopravní systémy s.r.o. Jeho prvním ředitelem byl RNDr. Jan Koukal, který by primátorem hlavního města v době, kdy Eltodo získalo patnáctiletou zakázku na správu veřejného osvětlení v Praze. 
31. ledna 2007 ELTODO dopravní systémy s.r.o. podepsala s Technickou správou komunikací hlavního města Prahy smlouvu o údržbě, obnově a dodávkách zařízení pro řízení dopravy na 15 let v hodnotě 4,4 milionu Kč, hlavními subdodavateli byli Signalbau Huber CZ, s.r.o. a AŽD Praha s.r.o.
19. října 2009 společnost ELTODO EG, a.s. koupila zbývající podíl ELTODO DS s.r.o. a 9. dubna 2010 51% podíl společnosti Siemens ve společnosti ELTODO dopravní systémy s.r.o. a stala se tak jejich jediným vlastníkem. 30. června 2010 společnost ELTODO dopravní systémy s.r.o. zanikla fúzí s nástupnickou společností ELTODO DS, s.r.o., která pak převzala její obchodní jméno ELTODO dopravní systémy s.r.o.

### ENERGOVOD
Na valné hromadě 7. října 1999 skupina Eltodo převzala řízení společnosti ENERGOVOD, a.s., která se specializuje na dodávky elektrických částí energetických zařízení a technologických celků, rozvoden a transformoven.

### ELTODO Parking (1999-2005)
13. prosince 1999 byla dosavadní společnost MS-Doprax, spol. s r.o. transformována a přejmenována na ELTODO Parking, s.r.o. Společnost se zabývala projekcí a výstavbou garáží a provozováním parkovacích systémů. 17. dubna 2005 bylo ELTODO Parking začleněno do mateřské společnosti ELTODO EG a.s.

### Elektrosignál Praha
31. března 2000 skupina Eltodo koupila část majetku podniku Elektrosignál Praha a rozšířila tak svůj sortiment o výrobu letištních světelných zabezpečovacích zařízení.

### Českomoravská energetická (2001-2009)
2. dubna 2001 společnost Eltodo a.s. založila dceřinou společnost Českomoravská energetická, a.s., ta pak v letech 2003–2004 ovládala dceřinou společnost Slévárna a strojírna a.s. v Pilníkově, která vyráběla městský mobiliář z šedé litiny, včetně historických replik. 20. dubna 2009 se skupina Eltodo těchto podílů prodejem zbavila.

### ELTODO Ostrava (2001-2007)
30. října 2001 Eltodo koupilo obchodní podíl ve společnosti MIS-ELEKTROTECHNIKA, s.r.o. a 7. července 2002 změnila její název na ELTODO MIS-ELEKTROTECHNIKA, s.r.o. Společnost se zabývala mimo jiné bezdemontážní diagnostikou. 21. března 2006 se pak Eltodo stalo jediným vlastníkem a tuto společnost přejmenovalo na ELTODO Ostrava, s.r.o. K 9. červenci 2007 společnosti ELTODO Ostrava zanikla fúzí s mateřskou společností ELTODO EG, a.s.

### ELTODO Slovakia (2002-2007)
V roce 2002 koncern ELTODO EG přejmenoval svou dceřinou společnost ELTODO POPRAD s.r.o. na ELTODO Slovakia, s.r.o. a přenesla její sídlo do Skalice. ELTODO Slovakia pot0 vstoupila do společnosti Elektrovod Košice, s.r.o., která následně získala zakázku na přenesenou správu veřejného osvětlení v Košicích. 1. dubna 2007 ELTODO Slovakia, s.r.o. zanikla sloučením se svou dceřinou společností Elektrovod Osvetlenie, s.r.o. 

### ELTODO BULGARIA
13. června 2002 byla založena společnost ELTODO BULGARIA s.r.o. pro aktivity v Bulharsku.

### ACTUAL Plus Praha (2003-2005)
18. září 2003 byla završena akvizice společnosti ACTUAL Plus Praha, a.s., která poskytovala prostor pro reklamu na stožárů veřejného osvětlení. 17. dubna 2005 byla společnost ACTUAL Plus, a.s. začleněna do mateřského koncernu ELTODO EG.

### ELEXA (2004-2005)
13. února 2004 byla koncernem ELTODO EG zakoupena společnost ELEXA spol. s r.o., která se zabývala integrovanými systémy tzv. inteligentních budov. 17. dubna 2005 ELEXA zanikla začleněním přímo do mateřského koncernu ELTODO EG.

### KMET Handlová
14. dubna 2004 byla založena dceřiná společnost KMET Handlová a.s. pro potřeby výběrového řízení na projekt zásobování města Handlová teplem a teplou vodou.

### ELTODO Národní dům
7. července 2005 byla založena společnost ELTODO Národní dům, s.r.o., se kterou následně 21. července 2005 byla uzavřena smlouva na rekonstrukci a dostavbu Národního domu v Karlových Varech.

### Vegacom
20. listopadu 2007 Eltodo od společnosti Antsia Limited, patřící do skupiny PPF Investments, koupila společnost Vegacom, a.s., čímž získala její tři dceřiné společnosti: TELEMONT Slovensko a.s., Vegacom Slovakia, a.s., a společnost Mediumstroj, aktivní na trhu Ruské federace. Vegacom se zaměřuje na bezpečnostní a komunikační technologie, telekomunikační systémy a sítě a oblast IT. Společnost Vegacom a.s. koncem roku 2008 zprovoznila v Lužné ulici v Nových Vokovicích kolokační datové centrum, v té době jediné veřejně dostupné komerční centrum tohoto typu v západní polovině Prahy.
7. října 2008 se koncern ELTODO EG stal jediným společníkem ve firmě ELTODO Investment, s.r.o., kterou začlenila do společnosti Vegacom, a.s. 
25. června 2009 společnost Vegacom a.s. koupila od společnosti Vegacom Invest, s.r.o. obchodní podíl ve výši 90 % ve společnosti
Vegacom Ukrajina, t.o., ale už 30. července toho roku se podílu opět prodejem zbavila. V srpnu 2009 Vegacom a.s. ve výběrovém řízení získala od společnosti Telefónica O2 zakázku na správu a servis tří z pěti oblastí České republiky, a to on-line zřizování služeb, provozní údržbu telefonní sítě a investiční výstavbu.[ujasnit]

### KH servis
V roce 2012 Eltodo koupilo firmu společnosti KH servis, a.s., která se zabývá vývojem, montáží a servisem kamerových systémů. Vyvinula a provozuje například kamerový systém hlavního města Prahy.

## Sídlo
První sídlo měla společnost až do března 1993 v pronajatých prostorách poloviny prvního patra vily Výstavby inženýrských staveb v Braníku, Modřanská 43 (dnes Ledařská 433/9), poblíž branických ledáren. Poté si pronajala od Ústavu technického rozvoje a informací (Utrin) a zrekonstruovala objekt v Čerčanské ulici, který byl původně určen k demolici. 26. října 1994 Eltodo na základě výběrového řízení koupilo od hlavního města Prahy rozestavěný objekt na Nových Dvorech a do roku 1996 jej dostavělo do podoby administrativního centra, kam přesunulo své sídlo a které pronajímala i dalším subjektům – Telecomu, Microsoftu, Landys&Gyr a dalším. V červenci 1996 společnost koupila nový výrobní areál ve Hvožďanské ulici na Chodově (Roztylech), kam přestěhovala výrobu z objektu Na Popelce.

## Logo
Původní logo z roku 1991 bylo tvořeno modrým názvem společnosti v běžném tištěném fontu, vlevo doplněným stylizovaným návěstidlem ve tvaru kříže vytvořeného prolínáním malého tiskacího e a velkého tiskacího L. Logo z roku 1992 bylo tvořeno růžovým patkovým nápisem ELTODO s drobnými doplňky. Aktuální logo z roku 1996 je tvořené zeleným nápisem ELTODO, kde písmeno E je zvýrazněné v negativním provedení na kruhovém zeleném pozadí.